# EUROKKA
EUROKKA (эсп. Esperanto-Universala-Rok-Organizo, Kolektiva Komunik-Asocio; рус.  Всемирная эсперанто-ассоциация рок-музыки) — эсперанто-ассоциация рок-музыки.

## История
Ооснована в 1988 в коммуне Доннвиль округа Тулузы.
В 1990 году создала лейбл Vinilkosmo и начала выпускать музыкальный журнал ROK-gazet’, которые способствуют реализации главной цели ассоциации — развитию и распространению эсперанто-музыки как в рамках эсперанто-движения, так и вне его.
В 1991 году становится специальной секцией Всемирной молодёжной организации эсперантистов (эсп. TEJO).
В 2000 году — один из организаторов Культурного Арт Фестиваля Эсперанто (KAFE) в Тулузе, в котором приняли известные музыкальные коллективы, поющие на эсперанто, такие как Persone, Dolchamar, Kaj Tiel Plu.